# 李太成
李太成（1985年4月21日—），韓國男演員，名字常被錯譯為李泰成。

## 個人生活
在安山工業高中時期，他曾作爲棒球選手活動過，但是因爲肩膀受傷，結束了選手生涯，將前途轉換成了演員。
2012年11月23日，李太成透過推特公布結婚消息，對象是大他七歲的圈外人，兒子已於2011年4月出生，計畫結婚時因考慮到女友懷孕的身體狀況，又加上家中長輩喪事才將婚禮延遲，僅辦理結婚登記。李太成預計完成電視劇《金子輕鬆出來吧》後，舉行婚禮和計劃入伍。2015年2月23日，軍隊服役中的演員李太成經紀公司表示李太成與妻子溝通困難，加上性格差異而選擇離婚。在雙方的協定下已經圓滿解決了。離婚後取得兒子監護權的李太成，於2015年7月退伍。

## 影視作品

### 電視劇
- 2003年：KBS《媽媽向前衝》
- 2007年：MBC《9局下半2出局》飾演 金政柱
- 2007年：KBS《我們幸福的幾個質疑》飾演 鄭旭
- 2007年：MBC《狗與狼的時間》飾演 裴尚植
- 2008年：SBS《情定泰勒瓦》飾演 丹星
- 2009年：MBC Drama《質量保证班zero》飾 金于震
- 2010年：MBC《惡作劇之吻》飾演 奉俊久
- 2010年：MBC《過得有滋有味》飾演 張有鎮
- 2010年：KBS《隔壁大嬸》飾演 炳勛
- 2011年：MBC《愛情萬萬歲》飾演 卞東宇
- 2012年：SBS《屋塔房王世子》飾演 龍泰武／武昌君
- 2013年：MBC《金子輕鬆出來吧》飾演 朴賢俊
- 2015年：MBC《媽媽》飾演 金康才
- 2017年：KBS《我的黃金光輝人生》飾演 徐知泰
- 2018年：JTBC《漢摩拉比小姐》飾演 閔容俊
- 2019年：MBC《黃金庭院》飾演 崔俊基
- 2020年：tvN《花樣年華－生如夏花》飾演 朱英宇
- 2021年：SBS《Penthouse 3》飾演 檢察官（特別出演）
- 2022年：tvN《Ghost Doctor》飾演 張民浩
- 2022年：SBS《為何是吳秀才》飾演 安康雲
- 2022年：KBS《三姐弟要勇敢》飾演 車允浩

### 電影
- 2004年：《甘先生的勝利》
- 2005年：《智齒》
- 2006年：《黑幫高中》
- 2007年：《無法忘記你》（26年日記）（紀念2001年於日本英勇救人而不幸過世的大韓民國國民「李秀賢」）（日韓合拍）
- 2010年：《疯狂的钻石》
- 2022年：《炸酱面......谢谢你》

### MV
- 2007年：成宥彬《即使閉上雙眼》（與麻卉，電影《無法忘記你》OST）
- 2008年：M.C. The Max《棘魚》（與全慧彬）
- 2009年：M.C. The Max《So Sick》（與全慧彬，《棘魚》續集）
- 2009年：朴相民《想念你的日子》（與徐智慧）
- 2010年：Gavy NJ《向日葵》（與李英雅）
- 2012年：BOB4（feat.Viki）《Mystery Girl》（與金旼序）

## 綜藝節目
- 2012年：MBC《無限挑戰》Ep.288—290
- 2016年：MBC《黃金漁場 Radio Star》
- 2016年：KBS《Happy Together》
- 2016年：MBC《神秘音樂秀：蒙面歌王》
- 2016年：KBS《不朽的名曲：傳說在歌唱》（與尹賢旻）
- 2016年：MBC《真正的男人》Ep.171—179
- 2020年：SBS《我家的熊孩子》固定演出

## 獲獎記錄
- 2007年：第3屆Premialine Gingstar Award赏－新人奖
- 2009年：第4屆安德烈·金最佳明星赏－男子明星奖
- 2010年：MBC演技大赏－男子新人奖（過得有滋有味、惡作劇之吻）
- 2011年：第6屆亚洲模特大会颁奖典礼－BBF新闻奖
- 2011年：第19屆大韩民国文化演艺大赏－電視劇部門最优秀演技奖（愛情萬萬歲）
- 2011年：第12屆韩国Video大赏－最上镜电视演员奖

## 外部連結
- NAVER （页面存档备份，存于）
- 李太成的X（前Twitter）
- 李太成的Instagram帳戶